# À la peinture

À la peinture (poème de la couleur et de la forme) (en espagnol : A la pintura (poema del color y la línea)) est un recueil de poèmes de l’artiste espagnol Rafael Alberti, composé durant ses années d’exil, entre 1945 et 1967. Le texte espagnol a été traduit en français par Claude Couffon.
Ces poèmes permettent, pour Alberti, de faire le lien entre ses deux grandes passions : la poésie et la peinture.

Signature de Rafael Alberti

## Organisation du recueil

### La dédicace
Le recueil comporte une dédicace : « À Picasso ». Alberti et Picasso étaient de proches amis.
Alberti a souvent écrit et dessiné en l’honneur de son ami, par exemple dans  Picasso, el rayo que no cesa  (Picasso, le rayon ininterrompu), Los ojos de Picasso, Los ocho nombres de Picasso, Omaggio a Pablo Picasso, Lo que canté y dije de Picasso (œuvres non traduites en français).

### Vicente Aleixandre: Rafael Alberti, peintre (Rafael Alberti, pintor)
Le prologue du recueil est écrit par Vicente Aleixandre, membre du même groupe poétique que Rafael Alberti (la « Génération de 27 », Generación del 27 en espagnol). Ce texte retrace brièvement la biographie d’Alberti, rappelle sa jeunesse en Andalousie et à Madrid ainsi que sa passion pour la peinture et pour l’écriture. 
Aleixandre décrit également les œuvres picturales d’Alberti, marquées, tout comme sa poésie, par le paysage marin de son enfance.

### 1917
Cette première section du recueil ne comporte que trois poèmes à travers lesquels Alberti revient sur sa jeunesse et évoque sa joie de peindre, sa perception des couleurs et sa fascination pour le Musée du Prado.

### À la peinture (A la pintura)
Le recueil comporte quarante-huit poèmes dédiés à la beauté plastique de la peinture. Il présente une grande variété formelle, puisque outre le sonnet, chaque poème est librement composé. La strophe peut être un distique, un tercet, un quatrain, un quintil, un sizain, etc. Les vers sont rimés et de longueur variable.
Alberti joue également avec la disposition des vers sur la page afin de donner à l’écriture l’intérêt visuel de la peinture.

## Typologie des poèmes

### Célébration de peintres
Certains poèmes sont des hommages aux grands artistes, classiques ou contemporains, admirés par Alberti : « Goya », « Miró », « Botticelli », « Rubens », « Renoir », « Van Gogh » …

### Éloge des éléments concrets de la peinture
Alberti compose de petites odes aux outils du peintre, comme dans « Au pinceau ».
Il fait également l’éloge du peintre lui-même par synecdoque dans « À la main » ou « À la rétine ».

### Analyse des couleurs
Les couleurs sont étudiées par Alberti, qui, sous la forme d’un aphorisme ou d’un distique, associe une image à chaque couleur. Le poète livre ainsi sa propre conception des couleurs et leur symbolique.

### Description des techniques picturales
Alberti tente d’expliquer par les mots l’esthétique des tableaux dans des poèmes comme « Au clair-obscur », « À la perspective », « À l’aquarelle »…